# Fondation Konrad-Adenauer
Pour les articles homonymes, voir KAS.
La Fondation Konrad-Adenauer (Konrad-Adenauer-Stiftung e.V., KAS) est un laboratoire d'idées allemand associé à l'Union chrétienne-démocrate d'Allemagne (CDU). Fondée en 1955 par Bruno Heck, la fondation siège à Sankt Augustin (près de Bonn) et à Berlin. Financée par le gouvernement, la fondation constitue un instrument de combat idéologique contre le socialisme. À l'échelle mondiale, la fondation dispose de 78 bureaux et gère des programmes dans plus de 100 pays. Son président actuel est l'ancien président du Bundestag, Norbert Lammert.

## Missions
L'objectif des programmes d'éducation civique de la fondation est, selon son site officiel, la « promotion de la liberté, la paix et la justice » pour « favoriser l'unification européenne, l'amélioration des relations transatlantiques, et l'approfondissement de la coopération au développement. » Elle fonctionne comme un laboratoire d'idées et agence de conseil, également destiné à fournir aux citoyens une base pour l'action politique par la recherche et l'analyse des tendances politiques actuelles. Elle propose plus de 2 500 conférences et événements chaque année dans le monde entier, et soutient activement la participation politique et l'éducation des jeunes intellectuellement engagés, par un prestigieux programme de bourses d'études ainsi qu'un programme complet de séminaires en cours.

## Activités
Outre ses locaux à Sankt Augustin et Berlin, la fondation dispose de deux centres éducatifs, seize centres de formation, une académie, et un centre de conférence internationale.
L'Académie situé à Berlin, accueille des symposiums, des conférences, des réunions et des expositions afin d'analyser les questions sociétales et politiques pertinentes dans un cadre public. Le département pour la coopération européenne et internationale est en prise avec la politique internationale à travers plus de 200 projets dans environ 120 pays.
Semblable à d'autres fondations politiques allemandes, la Fondation Konrad-Adenauer est en grande partie financé par des fonds du gouvernement fédéral. 96,8 % des 120 millions €, le budget de la fondation en 2009, a été assuré par un financement public, tandis que 2,7 % provient de droits d'entrée et de revenus divers, et 0,5 % provenaient de fonds privés et de dons,.